# Enciclia randii var. rondoniensis
Enciclia randii var. rondoniensis é uma espécie de orquídea procedente de Rondônia com pseudobulbos ovóides de cinco centímetros de comprimento, portando folhas lineares e estreitas de 30 centímetros de comprimento, de cor verde-bronzeado.

## Flor
Apresenta inflorescências de 60 centímetros de altura, sustentando de oito a doze flores. Sua flor tem seis centímetros de diâmetro, com pétalas e sépalas divergentes, e são oblongo-espatuladas de cor marrom-bronzeado. O labelo é reniforme de quatro centímetros de comprimento, com grande e largo lóbulo central, densamente colorido de púrpura e estreita linha branca nas suas margens.
Floresce na primavera.